# 札那巴札尔美术博物馆
札那巴札尔美术博物馆是一家位于蒙古国首都乌兰巴托的博物馆，以造型艺术为主题。

## 简介
该博物馆得名于第一世哲布尊丹巴（俗名“札那巴札尔”），创建于1966年6月23日。馆内藏品从旧石器时代到20世纪初，包括传统艺术，札那巴札尔画派及作品，唐卡和图形绘画，嵌花壁挂，宗教仪式舞蹈和民间艺术，建筑。藏品中有1893年至1903年第八世哲布尊丹巴时代的用具及艺术品、佛像，还有数百幅蒙古画家的艺术作品。外国访问蒙古国的代表团多前往该博物馆参观。